# 王用賓 (道光進士)
王用賓（？—1850年），字禮之，安徽懷寧縣人。中國清朝官員，進士出身。
王用賓六歲喪父，嘉慶二十三年（1818年）中戊寅恩科舉人，道光六年（1826年）成丙戌科進士。授官江蘇沭陽縣知縣，不久調儀徵縣，政績卓著。以督撫保薦海州知州，代理江寧府知府。又調福建漳州府知府，兩月即因母喪丁憂回籍。守喪結束，補官臺灣府知府，未上任又改江西吉安府互調。在吉安年逾，卒於任內。民國《懷寧縣誌》有傳。